# Élections constituantes françaises de 1945
 (janvier 2021).
Les élections constituantes se déroulent en France le 21 octobre 1945 afin d'élire une assemblée législative. Elles sont couplées avec un référendum à l'issue duquel les électeurs se prononcent pour que cette dernière soit constituante.

## Contexte
Les dernières élections remontent à 1936. Se tenant en temps normal tous les quatre ans, les suivantes devaient avoir lieu en 1940, mais, du fait de la Seconde Guerre mondiale, un décret du 29 juillet 1939 a prolongé l’investiture des députés de deux ans jusqu'en 1942. Ayant voté les pleins pouvoirs à Philippe Pétain, l'Assemblée nationale dut attendre la chute du régime collaborationniste pour pouvoir se reformer.
Le 21 octobre 1945 constitue une date importante pour trois raisons :
- les Français sont invités à se prononcer par référendum sur leur choix quant au maintien ou au rejet des institutions de la IIIe République, ainsi que sur l'organisation des pouvoirs provisoires ;
- pour la première fois depuis la guerre, des élections nationales permettent de connaître le poids respectif des différentes forces politiques ;
- le suffrage universel, jusque-là réservé aux hommes, est étendu aux femmes par l'article 17 de l'ordonnance du 21 avril 1944, droit qu'elles exercent pour la première fois lors des élections municipales de 1945.

Le référendum proposé aux Français par le GPRF comporte deux questions :  
La première leur propose la rédaction d'une nouvelle Constitution et, par conséquent, l'abandon des institutions de la IIIe République. Une réponse positive est préconisée par le général de Gaulle ainsi que l'ensemble des partis politiques à l'exception des radicaux, fidèles à la IIIe République. Le 21 octobre 1945, 96 % des Français se prononcent pour le changement des institutions en votant « oui » à la première question du référendum : l'Assemblée élue ce jour sera donc constituante.
La seconde question porte sur les pouvoirs de cette Assemblée constituante. Redoutant une prépondérance des communistes au sein de celle-ci, le général de Gaulle a prévu un texte limitant strictement ses prérogatives : 
- sa durée est restreinte à sept mois ;
- le projet constitutionnel qu'elle a pour mission d'élaborer sera soumis au référendum populaire ;
- L'assemblée ne peut renverser le gouvernement que par une motion de censure votée par la majorité absolue de ses membres.

Si de Gaulle, le MRP, les socialistes, les modérés demandent aux citoyens de voter « oui », les communistes se joignent aux radicaux pour préconiser le « non ». Néanmoins, 66 % des Français approuvent la limitation des pouvoirs de l'Assemblée en votant « oui » au référendum[réf. à confirmer].
L'élection de l'Assemblée nationale a lieu le même jour que le référendum.

## Mode de scrutin
L'Assemblée constituante est composée de 586 sièges pourvus à la représentation proportionnelle suivant la règle de la plus forte moyenne dans chaque département, sans panachage ni vote préférentiel. Les départements ayant plus de 9 sièges sont divisés en plusieurs circonscriptions de 3 à 9 sièges. En Algérie et dans les territoires d'outre-mer administrés par la France, les circonscriptions et le nombre de sièges par circonscription sont fixés par ordonnance,.

## Résultats
|                          |                                                         |            |       |        |  |  |  |  |  |
| Parti                    | Parti                                                   | Voix       | %     | Sièges |  |  |  |  |  |
|                          | Parti communiste français et apparentés (PCF)           | 5 024 174  | 26,23 | 159    |  |  |  |  |  |
|                          | Mouvement républicain populaire (MRP)                   | 4 580 222  | 23,91 | 151    |  |  |  |  |  |
|                          | Section française de l'Internationale ouvrière (SFIO)   | 4 491 152  | 23,45 | 146    |  |  |  |  |  |
|                          | Modérés (FR, AD, PRSRF, RI)                             | 3 001 063  | 15,67 | 64     |  |  |  |  |  |
|                          | Parti républicain radical et radical-socialiste (PRRRS) | 2 018 665  | 10,54 | 60     |  |  |  |  |  |
|                          | Divers                                                  | 37 440     | 0,19  | 6      |  |  |  |  |  |
|                          |                                                         |            |       |        |  |  |  |  |  |
| Suffrages exprimés       | Suffrages exprimés                                      | 19 152 716 | 97,43 |        |  |  |  |  |  |
| Votes blancs et nuls     | Votes blancs et nuls                                    | 504 887    | 2,57  |        |  |  |  |  |  |
| Total                    | Total                                                   | 19 657 603 | 100   | 586    |  |  |  |  |  |
| Abstentions              | Abstentions                                             | 4 965 259  | 20,17 |        |  |  |  |  |  |
| Inscrits / participation | Inscrits / participation                                | 24 622 862 | 79,83 |        |  |  |  |  |  |

## Analyse
Ces élections bouleversent profondément l'équilibre des forces politiques en France.
On constate dès lors une forte poussée de la gauche d'inspiration marxiste. Socialistes et communistes qui, en 1936, représentaient moins de 35 % des suffrages progressent d’environ 15 points et frôlent la majorité absolue des voix (49,6 %). Ils l'obtiennent en sièges en faisant élire 302 députés sur 586 : s’ils se coalisent, ils peuvent dominer la Constituante. Cette percée de la gauche est avant tout celle du Parti communiste qui double son poids politique d'avant-guerre et devient le premier parti de France.
Cette poussée s'accompagne d'un fort affaiblissement du centre-gauche (qui atteint particulièrement le Parti radical, clé de voûte de la IIIe République) et des forces politiques assimilées. Cette dénomination inclut la jeune Union démocratique et socialiste de la Résistance (UDSR) qui était à l'époque liée aux socialistes et apparaît comme une force neuve, fort éloignée du passéisme radical.
L'analyse du cas de la droite et du centre-droit est plus délicate. Passant de 42,5 % à 15,6 % des suffrages, les modérés connaissent en apparence un effondrement, conséquence du discrédit qui les frappe en raison de leur assimilation au régime de Vichy. Toutefois, cette constatation doit être corrigée par le fait qu'une bonne partie de l'électorat traditionnel de la droite s'est rangée derrière le Mouvement républicain populaire (MRP) pour des raisons stratégiques. Les différents mouvements de droite ont aussi manqué d'un facteur fédérateur leur permettant d'unir leurs différentes valeurs. Une union qui se fera ensuite derrière le parti mené par Charles de Gaulle.
De façon centrale, les élections de 1945 apportent une simplification considérable du paysage politique français. Près des ¾ des électeurs (73,5 %) ont regroupé leur vote sur les trois grands partis politiques — communiste, socialiste, MRP —, renforcés par leur rôle dans  la Résistance. De fait, ces trois partis dominent largement l'Assemblée.
Léon Blum déclare d'ailleurs dans le journal le populaire le 23 octobre 1945, sur la situation ayant amené trois partis à dominer la scène politique : " Pour la première fois en France la quasi-totalité de la représentation nationale va se partager entre trois partis. C'est une situation difficile en elle-même. Mais il se trouve que ces trois partis sont d'accord sur un programme d'action immédiate, le programme du C.N.R. à l'élaboration duquel tous trois ont pris une part solidaire pendant la clandestinité ".
Or, ce sont trois formations très différentes des groupements aux structures lâches, formés de factions luttant les unes contre les autres, qu’étaient les partis de gouvernement de la IIIe République, radicaux ou modérés. Tous trois sont des partis fortement structurés, disciplinés, imposant à leurs élus un contrôle qui les contraint à voter en bloc pour ou contre l'ensemble des lois.
Entre ces trois grandes forces, légitimées désormais par le suffrage universel, et le général de Gaulle, fort de sa mission historique et de sa certitude d'incarner le destin national, le conflit ne tarde guère à s’ouvrir.
À l'issue de ce vote, on compte 5,6 % de femmes députées, soit 33 sièges occupés par les premières femmes élues à l'Assemblée nationale,,.

## Conséquences
Les trois principaux partis, PCF, SFIO et MRP, forment la nouvelle majorité parlementaire chargée de rédiger la nouvelle constitution dans le cadre d’un tripartisme. Toutefois, ces partis ne parviennent pas à s'entendre sur les institutions : si les communistes et les socialistes sont favorables à l'instauration d'un régime parlementaire monocaméral, le MRP exige quant à lui qu'une seconde assemblée et un président de la République disposant de réels pouvoirs soient inclus dans le projet constitutionnel.
Le projet des seuls PCF et SFIO, non soutenu par le MRP et le général de Gaulle, est rejeté par référendum à 53 % des voix exprimées le 5 mai 1946. L'Assemblée est dissoute et une nouvelle assemblée constituante est élue le 2 juin 1946.
Cette élection rentre donc dans une période assez complexe pour la politique française qui va s'étendre jusqu'en 1947. Quoique ces élections devaient permettre de rentrer dans un régime permettant de bâtir une nouvelle vision politique plus sociale et fraternelle pour la France. Elles ne vont permettre que d'élire une assemblée qui mettra jusqu'en 1947 pour valider les institutions.